# 洛哈戈拉烏帕齊拉 (諾拉爾縣)
洛哈戈拉是孟加拉国的一个乌帕齐拉，位於库尔纳专区的诺拉尔县。1861年，洛哈戈拉塔納建成，後於1984年成為烏帕齊拉。

## 地理
洛哈戈拉方圓284.91平方（110.00平方英里），坐落於納巴甘加河與莫图莫迪河之間。其北接马古拉县，東鄰達卡專區，南部接壤卡利亞烏帕齊拉，西邊毗鄰諾拉爾沙達爾烏帕齊拉。

## 人口
據2011年孟加拉國人口普查，洛哈戈拉共有戶數51233戶，人口228594人，其中11.1%居住於城區，10.9%居民年齡在5歲以下。該地7歲以上人口之平均識字率為61.9%，高於全國平均值（51.8%）。